# Theo Bos
Theo Bos (Hierden, Harderwijk, 22 d'agost de 1983) és un ciclista neerlandès. Especialista en ciclisme en pista, fins al 2008 s'hi dedicà en exclusivitat. El 2005 es proclamà campió del món del Quilòmetre, el 2004, 2006 i 2007 de Velocitat i el 2006 de Keirin. El 2009 va fer el salt a la carretera, on aconseguí nombroses victòries d'etapa en curses d'una setmana i la general de laClàssica d'Almeria de 2010 i la World Ports Classic de 2014.
El 2004 va prendre part en els Jocs Olímpics d'Atenes, en què guanyà una medalla de plata en la prova de velocitat individual, per darrere Ryan Bayley. També disputà, sense sort, els Jocs Olímpics de 2008 i 2016.

## Palmarès en pista
- 2001
  -  Campió del món júnior en Quilòmetre Contrarellotge
- 2002
  -  Campió d'Europa sub-23 en Keirin
  -  Campió dels Països Baixos de velocitat individual
  -  Campió dels Països Baixos de keirin
- 2003
  -  Campió d'Europa sub-23 en Velocitat
  -  Campió d'Europa sub-23 en Quilòmetre Contrarellotge
  -  Campió dels Països Baixos de velocitat individual
  -  Campió dels Països Baixos de keirin
  -  Campió dels Països Baixos del quilòmetre
- 2004
  -  Medalla de plata als Jocs Olímpics d'Atenes en velocitat individual
  -  Campió del món de velocitat individual
  -  Campió dels Països Baixos de velocitat individual
  -  Campió dels Països Baixos de keirin
- 2005
  -  Campió del món del quilòmetre
- 2006
  -  Campió del món de velocitat individual
  -  Campió del món de keirin
  -  Campió dels Països Baixos de velocitat individual
  -  Campió dels Països Baixos de keirin
- 2007
  -  Campió del món de velocitat individual
  -  Campió dels Països Baixos de velocitat individual
  -  Campió dels Països Baixos de keirin
- 2008
  - Campió d'Europa en Òmnium Sprint
- 2010
  -  Campió dels Països Baixos de Madison, amb Peter Schep
- 2015
  -  Campió dels Països Baixos d'Òmnium
  -  Campió dels Països Baixos del quilòmetre
  -  Campió dels Països Baixos en Velocitat

### Resultats a laCopa del Món
- 2004
  - 1r a la Classificació general i a la prova de Moscou, en Quilòmetre
- 2004-2005
  - 1r a Sydney, en Velocitat
  - 1r a Sydney, en Keirin
  - 1r a Los Angeles, en Quilòmetre
  - 1r a Los Angeles, en Velocitat per equips
- 2005-2006
  - 1r a Manchester, en Velocitat
  - 1r a Sydney, en Keirin
  - 1r a Sydney, en Velocitat per equips
- 2006-2007
  - 1r a Moscou, en Velocitat
  - 1r a Sydney, en Keirin
- 2007-2008
  - 1r a Pequín, en Velocitat
  - 1r a Pequín, en Velocitat per equips

## Palmarès en ruta
- 2009
  - 1r a la Ronde van Noord-Holland
  - 1r a l'Omloop der Kempen
- 2010
  - 1r a la Clàssica d'Almeria
  - Vencedor de dues etapes de la Volta a Castella i Lleó
  - Vencedor d'una etapa de la Volta a Múrcia
- 2011
  - 1r a la Dutch Food Valley Classic
  - 1r al Tour de Rijke
  - Vencedor de 2 etapes del Tour d'Oman
  - Vencedor d'una etapa de la Volta a Dinamarca
- 2012
  - 1r a la Dwars door Drenthe
  - 1r a la Dutch Food Valley Classic
  - 1r al Memorial Rik van Steenbergen
  - Vencedor de 2 etapes de la Volta a Turquia
  - Vencedor d'una etapa de l'Eneco Tour
  - Vencedor d'una etapa de la World Ports Classic
- 2013
  - Vencedor d'una etapa de la Volta a l'Algarve
  - Vencedor de 2 etapes del Tour de Langkawi
  - Vencedor d'una etapa del Critèrium Internacional
  - Vencedor d'una etapa de la Volta a Noruega
  - Vencedor d'una etapa de la Ster ZLM Toer
  - Vencedor de 6 etapes del Tour de Hainan
- 2014
  - 1r a la World Ports Classic
  - 1r a la Ronde van Zeeland Seaports
  - Vencedor de 4 etapes del Tour de Langkawi
  - Vencedor d'una etapa a la Volta a Polònia
  - Vencedor d'una etapa al Tour d'Alberta
  - Vencedor d'una etapa al Eurométropole Tour

### Resultats al Giro d'Itàlia
- 2012. Abandona (17a etapa)

### Resultats a la Volta a Espanya
- 2010. Abandona (17a etapa)
- 2013. No surt (1a etapa)